# Indonezyjska Partia Solidarności
Indonezyjska Partia Solidarności (indonez. Partai Solidaritas Indonesia) – indonezyjska centrolewicowa partia polityczna. Ugrupowanie powstało w 2014 roku, zaś dwa lata później zostało oficjalnie wpisane do rejestru indonezyjskich partii politycznych. Przewodniczącą PSI została była dziennikarka i prezenterka telewizyjna Grace Natalie. Ugrupowanie jest postrzegane jako platforma polityczna reprezentująca młode pokolenie Indonezyjczyków. Maksymalny wiek dla osób będących członkami zarządu ugrupowania wynosi 45 lat.
PSI opowiada się za mniejszeniem wpływu religii na życie społeczno-polityczne państwa. Jest również przeciwna praktykowanym w Indonezji związkom poligamicznym.

## Wyniki wyborcze
Ugrupowanie przystąpiło do wyborów po raz pierwszy w 2019 roku, w których otrzymało 2 650 361 głosów (1,89% w skali kraju). Spory odsetek wyborców PSI stanowili obywatele indonezyjscy mieszkający poza granicami kraju.
| Wybory | Poparcie | Zmiana punktów procentowych | Mandaty | Zmiana |
| ------ | -------- | --------------------------- | ------- | ------ |
| 2019   | 1,89%    | –                           | 0       | –      |